# Maximilien de Robespierre
Maximilien Marie Isidore de Robespierre (tiếng Pháp: [maksimiljɛ̃  ʁɔbɛspjɛʁ] ; phiên âm: Rô-be-xpi-e; 6 tháng 5 năm 1758 – 28 tháng 7 năm 1794) là một trong những nhà lãnh đạo của Cách mạng Pháp năm 1789. Robespierre là nhân vật Jacobin đã điều hành các chính sách. Sau này, nhiều người đã tố cáo Robespierre là kẻ độc tài, khát máu, mị dân, nhưng cũng có những người khác lại coi ông là một người lý tưởng, nhìn xa, một nhà ái quốc với mục đích dân chủ. Tuy nhiên, ông đã bị xử tử ngày 28 tháng 7 năm 1794 tại Paris khi mới 36 tuổi.

## Thời trẻ
Maximilien Robespierre sinh ra tại Arras, Pháp trong một gia đình gốc Anh. Gia đình ông đã đến Carvin từ Picardy vào những năm đầu thế kỷ 17. Tuy nhiên cũng có nhiều lời đồn đoán rằng ông có gốc Ireland Ông là anh cả trong 4 người con. Cha ông, Maximilien Barthélémy François de Robespierre, là một luật sư tại văn phòng Conseil d'Artois ở Arras. Cha ông kết hôn với mẹ ông là Jacqueline Marguerite Carrault, con gái một người ủ rượu, vào năm 1758. Mẹ ông mất khi ông mới lên 6 tuổi và cha ông mất năm 1777, khi ông 19 tuổi.
Maximilien theo học tại một collège (trường trung học) tại Arras khi lên tám tuổi, và ông đã biết làm thế nào để đọc và viết. Vào tháng 10 năm 1769, theo đề nghị của một Giám mục, ông có được một suất học bổng tại Lycée Louis-le-Grand ở Paris. Robespierre đã theo học ở đó cho đến khi hai mươi ba tuổi, và ông được đào tạo như là một luật sư. Tại đây, ông được học về nền cộng hòa La Mã và tham gia hùng biện, những điều ảnh hưởng đến sự nghiệp chính trị của ông sau này. Sau khi tốt nghiệp, ông đã nhận được thêm một phần thưởng đặc biệt gồm 600-Livre dành cho mười hai năm học tập gương mẫu và có hành kiểm cá nhân tốt.

## Sự nghiệp chính trị

### Đại biểu tại Hội nghị các đẳng cấp
Robespierre là một người hâm mộ Jean-Jacques Rousseau và khi cuộc Cách mạng Pháp xảy ra, ông cho rằng đó là cơ hội để thiết lập nên một xã hội lý tưởng theo quan niệm của vị triết gia kể trên. Năm 1789, Robespierre được bầu làm đại biểu tại Hội nghị các Giai cấp rồi trở nên người lãnh đạo nhóm Jacobin. Robespierre cũng góp công vào việc tổ chức ra Công xã Paris và với tài hùng biện, ông đã đòi hỏi phải xét xử Vua Louis 16 và hoàng hậu. Ông đã tuyên bố rằng "Vua Louis XVI phải chết để Đất Nước có thể sống". Trong 1 cuộc họp ở tỉnh Arras, ông đã nói câu nói nổi tiếng:
| “ | Cuộc họp của các nghị sĩ chỉ giải tán khi hiến pháp đã được xây dựng và củng cố trên cơ sở vững chắc. | ” |

Chương trình cải cách của Robespierre thời đó là xóa bỏ tình trạng vô chính phủ, dẹp tan các xung đột trong xã hội, chống trả các công cuộc phản cách mạng trong nước và đánh thắng cuộc chiến tranh với các nước ngoài bằng cách động viên toàn dân và tất cả tài nguyên, rồi về sau mới thiết lập nên một định chế dân chủ, khởi đầu bằng việc lập hiến cho các giai cấp thấp kém.
| “ | Nhân tố chủ yếu của cuộc cách mạng là vai trò quyết định của nhân dân trong ý chí đặc biệt kiên cường mà nhân dân đã phát huy. | ” |

Hội nghị Quốc ước thời đó đã cho phép lập ra Ủy ban An toàn công cộng (Comité de salut public) điều hành chính quyền. Ủy ban này gồm có 12 người bầu lên mỗi tháng trong đó Robespierre là một nhân vật có nhiều ảnh hưởng, ngoài ra còn có Georges Danton, Jean Marat, St. Just, Couthon.
Trong tình trang khẩn trương đó, Ủy ban An toàn công cộng đã hoạt động như một nội các chiến tranh, một loại độc tài tập thể. Ủy ban này đã cho phổ biến bản "Thông báo Luật pháp" qua đó đòi hỏi mọi người dân phải tuân theo các điều lệ. Ủy ban cũng tập trung uyền hành vào trung ương đồng thời kêu gọi mọi người dân đầu quân qua bản văn kêu gọi "levée en masse". Các nhà khoa học tài giỏi của nước Pháp thời đó cũng được mời đón giúp sức vào các công cuộc khảo cứu hữu ích, gồm có các nhà bác học Lagrange, Lavoisier, Lamark. Chính quyền thời đó cũng kiểm soát số lượng vàng xuất cảng, chặn đứng việc đầu cơ tích trữ, thực phẩm được phân phối qua Ủy ban Đời Sống nhờ đó đồng tiền "assignat" không còn bị mất giá.
Ủy ban An toàn công cộng cũng tin tưởng vào nền kinh tế thị trường tự do, khuyến khích các nông dân làm ăn cá thể nhưng vào thời kỳ đó, chính quyền Pháp còn thiếu nhiều kỹ thuật và phương pháp quản trị kinh tế. Tháng 6 năm 1793, Ủy ban kể trên đã đề nghị một bản Hiến pháp Cộng hòa theo đó có cuộc phổ thông đầu phiếu của nam giới, nhưng rồi bản Hiến pháp này đã bị tạm hoãn vô hạn định. Các tập sách mỏng về nông nghiệp được Ủy ban cho phổ biến để dạy cho nông dân cách trồng lúa hữu hiệu. Việc mở trường quân sự và chương trình giáo dục cưỡng bách là những chương trình hành động của Ủy ban. Tới cuối năm 1793, Hội nghị Quốc ước lập ra một kế hoạch bài trừ Kitô giáo thay vào đó bằng culte de l'Être suprême (dịch nghĩa: thờ kính Đấng tối cao), đây là một thứ tôn giáo tự nhiên thờ thần, chấp nhận sự hiện hữu của Thượng đế và sự vĩnh cửu của Linh hồn.

### Khủng bố
Sau khi phái Jacobin của ông lên nắm quyền, ông và các bạn chiến đấu quan tâm nghiên cứu và thực hiện những vấn đề về chế độ lập hiến và dân chủ. Sau cùng ông và các đồng chí đã đề ra và được thông qua bản hiến pháp được xem là tiến bộ nhất và được nhân dân ủng hộ và thực hiện tuy nhiên lại gặp phải sự chống đối mạnh mẽ của một số người. Ông khẳng định:
| “ | Chỉ có 2 giai cấp người: những người bạn của tự do và bình đẳng, những người bảo vệ cho những ai bị áp bức nghĩa là bạn của người nghèo chống lại bọn giàu sang bất lương và giai cấp quý tộc tàn bạo. | ” |

Để dẹp tan các kẻ chống lại Cách mạng, Hội nghị Quốc ước và Ủy ban An toàn công cộng đã cho lập ra một cơ quan cảnh sát chính trị tối cao, gọi là Ủy ban An ninh tổng quát có mục đích bảo vệ nước Cộng hòa, chống lại các kẻ nội thù. Ngày 17 tháng 9 năm 1793, một đạo luật được thông qua cho phép nhóm Jacobin hay Ủy ban An ninh có quyền bắt giam bất cứ người nào bị nghi ngờ chống lại Cách mạng.
Vào mùa thu năm 1793, các kẻ cầm đầu nhóm quân phiệt "enragés" bị bắt và các tổ chức cách mạng của phụ nữ bắt đầu bị cấm đoán. Các nhân vật cực đoan như Jacques Hébert, vừa là một nhà báo, vừa là một thành viên của Công Xã Paris, đã bị Robespierre gọi là các kẻ "cực cách mạng", một số người của bè nhóm này đã bị đưa lên máy chém. Tháng 3 năm 1794, Công Xã Paris bị giải tán rồi Robespierre chỉ định nhiều người trong nhóm của ông ta nắm giữ các cơ quan công quyền chủ yếu.
Robespierre cũng khai trừ một số người thuộc cánh tả như Georges Danton và các kẻ phục tùng, kết tội họ là bất lương về tài chính và tiếp xúc với phe phản cách mạng. Trong thời kỳ khủng bố, Danton đã cùng với Jean Paul Marat và Robespierre điều hành Ủy ban An toàn công cộng. Chủ đích của Danton là sau khi chính quyền cách mạng đã ổn định, các cuộc ngoại xâm đã được đẩy lui và các nhóm bảo hoàng đã bị dẹp tan, cần phải phục hồi lại sự hòa dịu trong các chính sách cách mạng. Nhưng Danton đã bị Robespierre tố cáo là muốn phục hồi vương quyền và tham nhũng, nên bị bắt và chết trên máy chém vào ngày 5 tháng 4 năm 1794. Dù sao Georges Danton vẫn được nhiều người coi là một trong các lãnh tụ có khả năng nhất.
Trong thời kỳ Khủng Bố của nước Pháp từ năm 1793 tới năm 1794, vào khoảng 40,000 người đã bị giết, một số lớn khác bị cầm tù. Riêng tại thành phố Paris kể từ tháng 9 năm 1793 tới tháng 6 năm 1794, vào khoảng 2,500 người đã bị đưa lên máy chém. Ngày này qua ngày khác, lưỡi máy chém này không lúc nào ngừng rơi. Trong số các nạn nhân của các cuộc thanh trừng, 8 % thuộc giai cấp quý tộc, 14 % là giới tư sản, nhất là những kẻ nổi loạn tại miền Nam của nước Pháp, giới tu sĩ có 6 % nạn nhân trong khi hơn 70 % người bị giết là các nông dân và công nhân. Nước Cộng hòa Pháp được đặt căn bản trên tinh thần của "Tuyên ngôn Nhân quyền và Dân quyền" nhưng các tàn sát trong thời kỳ khủng bố này lại rất vô nhân đạo và tại một vài nơi, đã cực kỳ tàn ác chẳng hạn tại Nantes, 2,000 người bị kết tội chống đối cách mạng đã bị đưa lên các con phà và nhấn chìm ngoài khơi Đại Tây Dương.

### Bị lật đổ và xử tử
Chiến thắng quân sự của nước Pháp, sự chán nản của dân chúng đối với việc phân phối thực phẩm của thời kỳ khủng bố, đối với cảnh tàn sát của nhóm người cực đoan do Robespierre lãnh đạo, nhất là sau cái chết của Georges Danton, các thành viên của Hội nghị Quốc ước bắt đầu lo ngại cho số phận của họ trước Robespierre. Họ tự hỏi: "Ngay cả một lãnh tụ của đảng Jacobin còn bị đưa lên máy chém thì ai trong chúng ta sẽ được an toàn?". Nhiều người đã nghi ngờ Robespierre muốn trở thành một kẻ độc tài. Ngoài ra, ông còn mắc sai lầm như xử chém hàng loạt nhiều người bị kết tội là chống lại nhân dân, trong đó có nhiều người bị kết tội oan và trong đó có cả nhà bác học nổi tiếng Antoine Laurent Lavoisier nên ông mất dần sự ủng hộ của nhân dân.
Ngày 27 tháng 7, Robespierre nói trước Hội nghị Quốc ước, ông đã chỉ trích mọi công việc còn dang dở trong thời gian qua và đưa ra một danh sách ghi tên những kẻ phản bội đang muốn phá hủy nền Cộng hòa, và Robespierre cũng ám chỉ rằng một số kẻ này đang nằm ngay trong Hội nghị Quốc ước. Chính vào lúc này, một đại biểu ngồi phía sau trong phòng hội đã hô lớn: "Tôi đòi phải bắt giữ Robespierre". Cả phòng hội liền vang lên câu nói: "Đả đảo kẻ bạo quyền". Mặt Robespierre tái đi. Ông cố nói lớn nhưng giọng nói đã bị tiếng hô hoán của hội trường lấn át. Một đại biểu đã la lên: "Máu của Danton đã làm mày nghẹn giọng". Những thành viên Hội nghị Quốc ước căm thù ông và muốn ngăn chặn ông tiếp tục thực hiện các hành động khủng bố nên đã xử chém ông.
2 giờ sáng ngày 28 tháng 7 năm 1794, Robespierre bị bắt và ông bị xử chém ngay sáng hôm đó cùng với 21 người khác.